# Musée des Trois Gorges
Le musée des Trois Gorges (en chinois : 重庆中国三峡博物馆) est un musée situé dans le district de Yuzhong à Chongqing, en Chine.
Le musée a ouvert ses portes en 2005, remplaçant l'ancien musée de Chongqing. Il est situé près du palais de l'Assemblée du peuple. L'extérieur du musée est surmonté d'un grand dôme de verre.
Musée sur l'histoire et l'environnement local (Chongqing et la région des Trois Gorges du fleuve Yangzi Jiang).
Le musée couvre une superficie de 42 497 m2, c'est donc l'un des plus grands musées du monde.

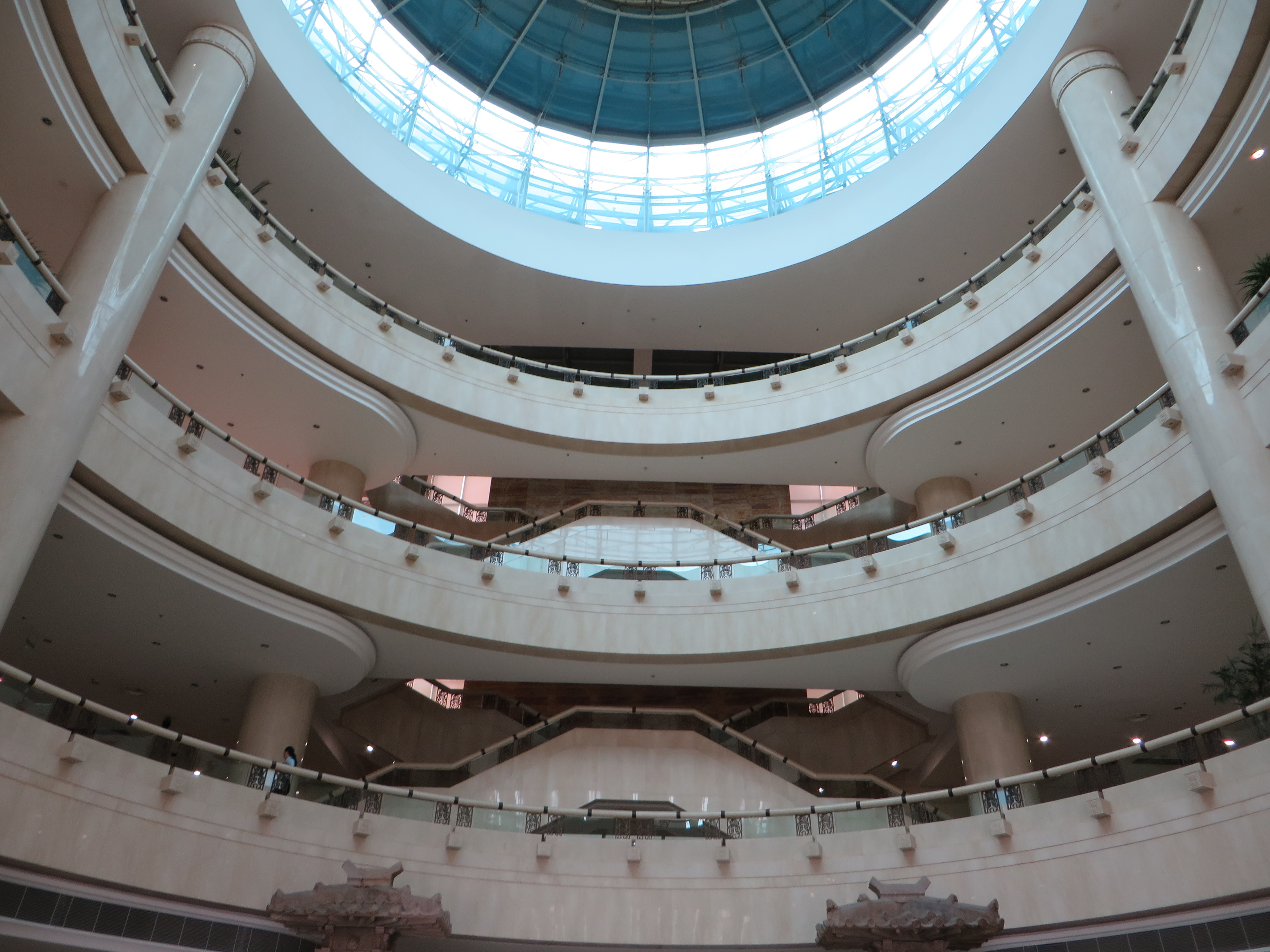
L'atrium du musée.
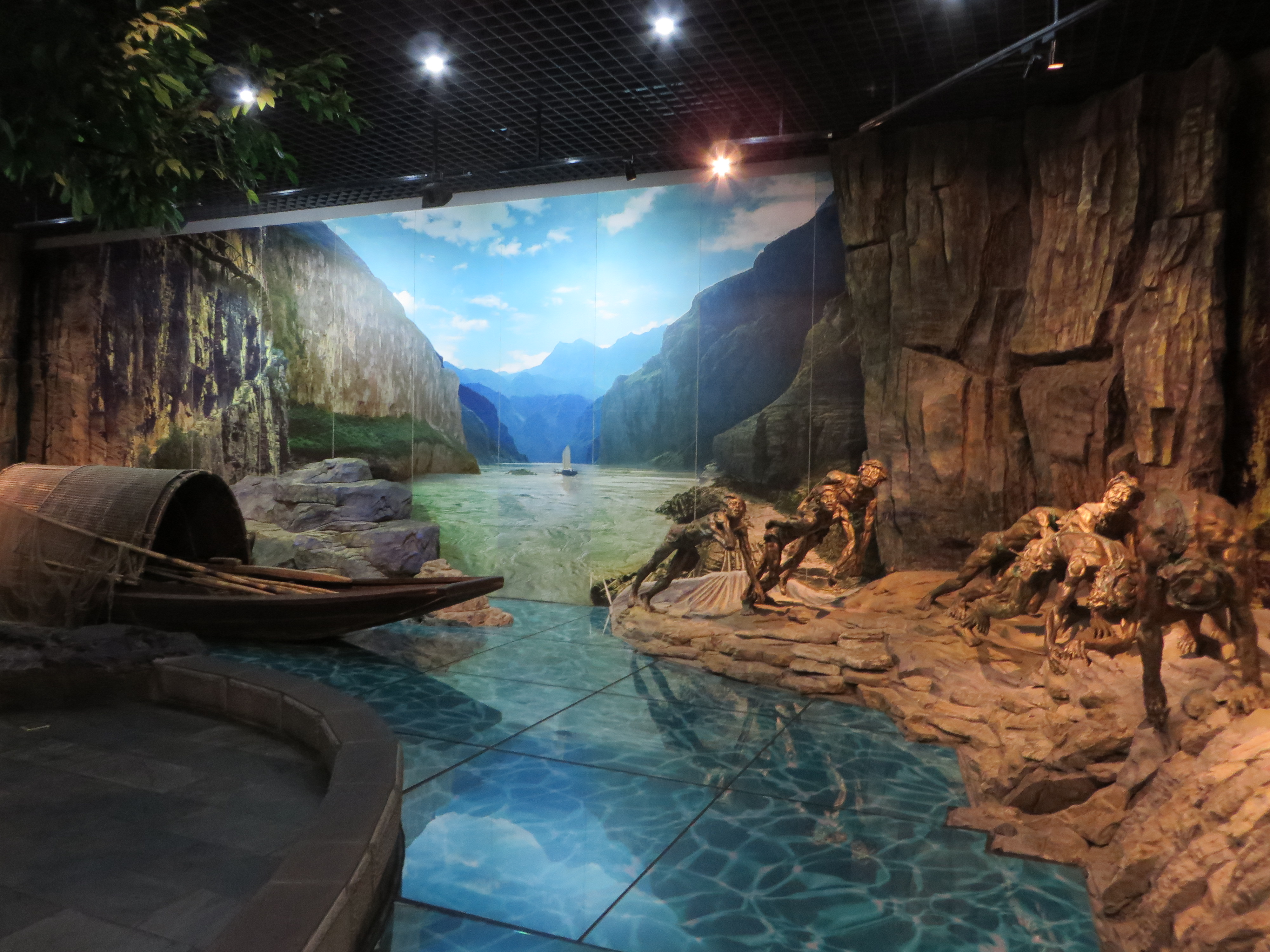
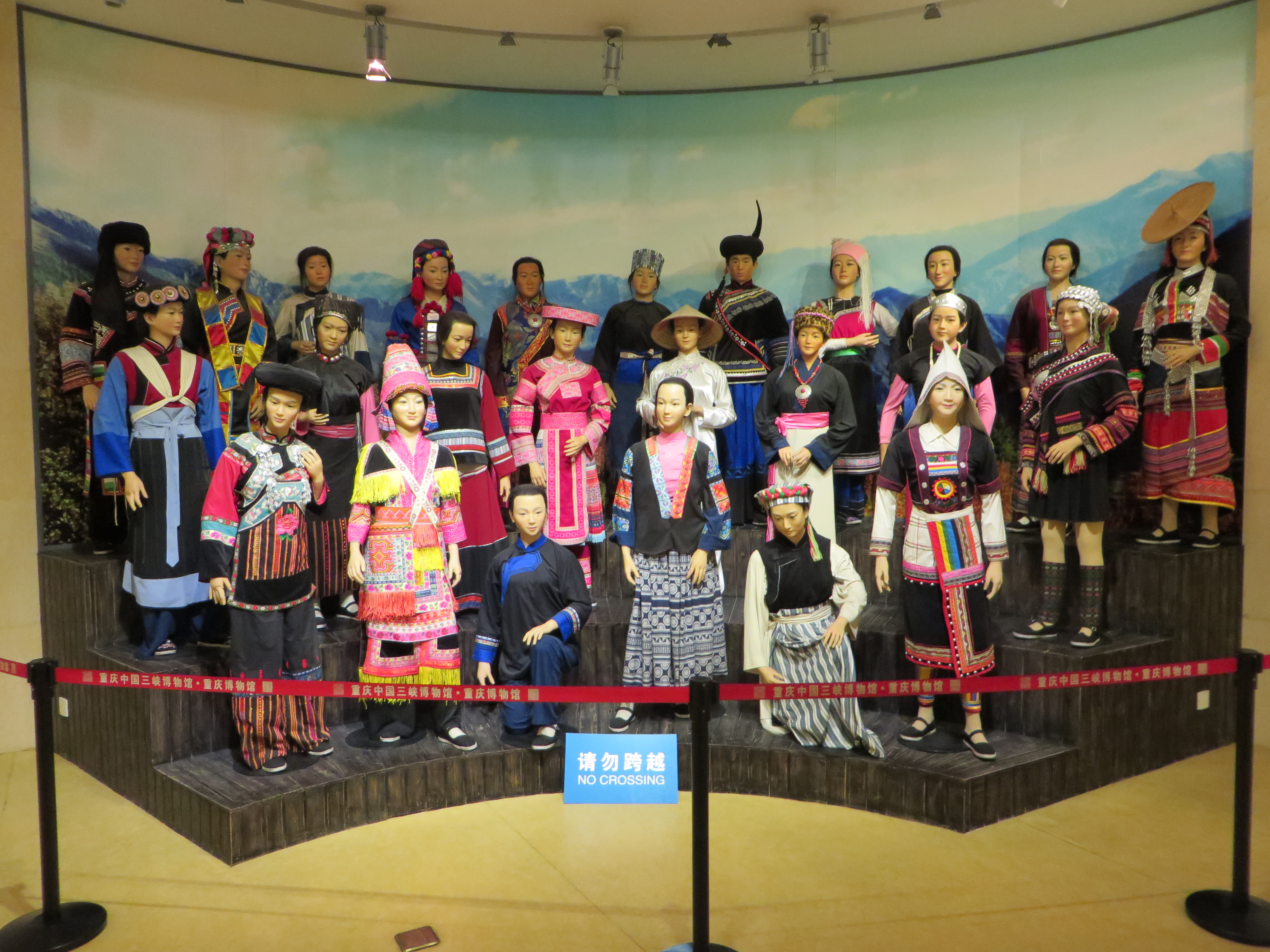
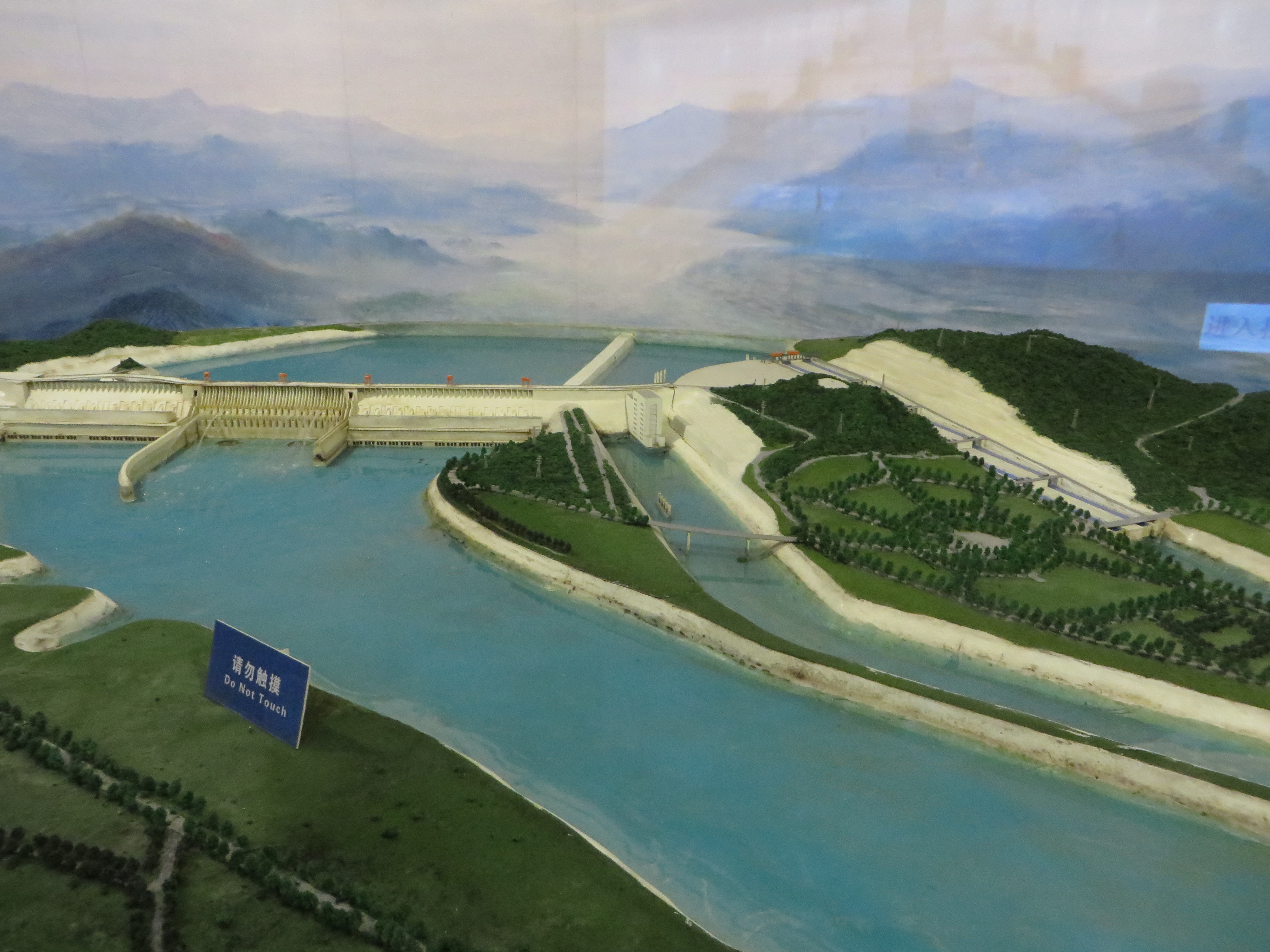
Maquette du barrage des Trois-Gorges.